# Alexandra Abornewa
Alexandra Wjatscheslawowna Abornewa (kyrillisch Александра Вячеславовна Аборнева; * 30. Oktober 1986 in Schymkent) ist eine kasachische Gewichtheberin.
Sie gewann bei den Asienmeisterschaften 2005 die Silbermedaille im Superschwergewicht. 2006 war sie bei den Asienspielen Vierte und erreichte bei den Weltmeisterschaften den fünften Platz. 2007 wurde sie bei den Asienmeisterschaften Vierte und bei den Weltmeisterschaften Fünfte. Bei den Asienmeisterschaften 2008 gewann sie Bronze und bei den Asienmeisterschaften 2009 wurde sie Fünfte.
2010 erreichte Abornewa bei den Asienspielen den vierten und bei den Weltmeisterschaften den fünften Platz. Bei den Asienmeisterschaften 2011 gewann sie Bronze und bei der Universiade 2011 Silber. Bei den Weltmeisterschaften im selben Jahr war sie wieder Fünfte. 2012 gewann sie bei den Asienmeisterschaften die Silbermedaille. Bei den Asienmeisterschaften 2013 war Abornewa Erste. Allerdings wurde sie bei der Dopingkontrolle positiv auf Dehydrochlormethyltestosteron getestet und für zwei Jahre gesperrt. Nach ihrer Sperre wurde sie bei den Weltmeisterschaften 2015 Achte.